# 西蒙妮·劳德尔
西蒙妮·梅拉妮·劳德尔（德語：Simone Melanie Laudehr，德語發音：[lauˈdeɐ]，1986年7月12日—）是一位德国女子足球运动员，现效力于德甲球队拜仁慕尼黑。她在场上可胜任多个位置，但主要司职中场。

## 足球生涯

### 俱乐部
作为德国和罗马尼亚的混血儿，劳德尔3岁时便在上普法尔茨雷根斯堡县内市镇特格尔恩海姆的同名俱乐部（FC Tegernheim）开始踢足球。1996年，她转会至雷根斯堡体育俱乐部，并一直效力至2003年获德国女子足球甲级联赛球队拜仁慕尼黑签入。仅过了一个赛季，劳德尔便又转会至联赛竞争对手杜伊斯堡2001。在2006-07赛季由《踢球者》杂志组织德甲主教练进行的评选中，劳德尔当选赛季最佳球员第三名，仅次于比吉特·普林茨和乌尔苏拉·霍尔。
2012年1月26日，劳德尔宣布她已与法兰克福女足签署了一份为期三年、至2015年6月30日届满的合同，并自2012-13赛季起加盟该队。至2016-17赛季，她重返拜仁慕尼黑，并获得了一份有效期至2019年6月30日的合同。

### 国家队

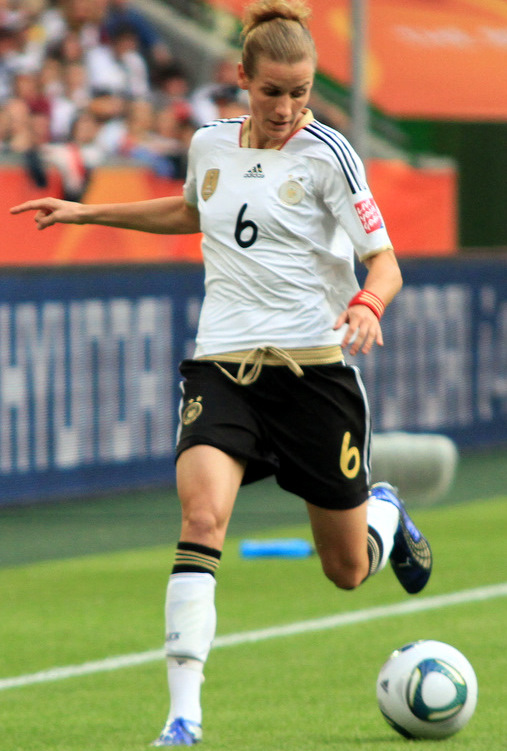
劳德尔代表德国队出赛（2011年）

劳德尔曾于2001年至2003年间入选德国U17青年队，然后于2004年升入德国U19青年队。她参加了同年11月10日至27日在泰国举行的女子U-19世界杯，并随队于决赛战胜中国后加冕赛事冠军。
2007年6月，劳德尔受邀参加在科隆体育学院举行的成年组国家队培训课程，成为当时在培训名单中唯一一位此前从未参加过国家队正式比赛的球员。时任联邦主教练的西尔维娅·奈德对此表示：“我知道西蒙妮已经很久了。她在U19国家队已经是一位关键球员，并且在这个赛季的表现良好。由于考核和受伤等原因，她此前尚未入选。她会是我们一个有效的补充！”
2007年7月29日，在马格德堡以4比0战胜丹麦的友谊赛中，劳德尔终于完成成年组国家队的首秀。在劳德尔参加的第二场国家队比赛、即四天后于格拉以5比0战胜捷克的友谊赛中，她又射入自己的首个国际比赛入球，于第25分钟将比分改写为2比0。随后，她进而入选了德国队参加同年9月10日至30日在中国举行的女子世界杯的23人名单，并在头两场小组赛、3比0战胜朝鲜的四分之一决赛、3比0战胜挪威的半决赛以及2比0战胜巴西的决赛中出场。凭借劳德尔在赛事中的唯一入球，即于决赛第86分钟将比分定格为2比0——同时也是当月最佳入球，德国队得以提前锁定世界冠军。
在2008年8月6日至26日于北京举行的奥运会女足比赛中，劳德尔随队摘得铜牌。在2009年8月23日至9月10日于芬兰举行的欧洲女子足球锦标赛中，她又随队加冕欧洲冠军。而在2011年6月26日至7月17日于德国本土举行的女子世界杯期间，她也有次出场并射入1球——即在对阵尼日利亚的小组赛中射入全场唯一入球。
劳德尔还参加了2015年6月6日至7月5日于加拿大举行的女子世界杯，共出场6次，并在10比0战胜科特迪瓦的首场小组赛中射入个人在当届赛事中的唯一入球。至2016年，劳德尔入选了在里约热内卢参加奥运会女足比赛的德国队名单。然而就在首场对阵津巴布韦的小组赛中，她便因左脚踝外侧韧带撕裂而不得不于第19分钟被替换下场，并再无法参加后续的比赛。德国队则凭借在决赛以2比1战胜瑞典后，赢得金牌。

#### 国家队入球
德国队的比分及入球列前：
| 劳德尔－德国队入球 | 劳德尔－德国队入球 | 劳德尔－德国队入球       | 劳德尔－德国队入球 | 劳德尔－德国队入球 | 劳德尔－德国队入球 | 劳德尔－德国队入球     |
| #                  | 日期               | 地点                     | 对手               | 入球               | 赛果               | 赛事                   |
| ------------------ | ------------------ | ------------------------ | ------------------ | ------------------ | ------------------ | ---------------------- |
| 1.                 | 2007年8月2日       | 德国格拉                 | 捷克               | 2–0                | 5–0                | 友谊赛                 |
| 2.                 | 2007年9月30日      | 中国上海                 | 巴西               | 2–0                | 2–0                | 2007年女子世界杯       |
| 3.                 | 2008年8月15日      | 中国沈阳                 | 瑞典               | 2–0                | 2–0                | 2008年夏季奥运会       |
| 4.                 | 2009年7月25日      | 德国辛斯海姆             | 荷蘭               | 5–0                | 6–0                | 友谊赛                 |
| 5.                 | 2009年8月27日      | 芬兰坦佩雷               | 法國               | 5–1                | 5–1                | 2009年女子欧锦赛       |
| 6.                 | 2009年9月7日       | 芬兰赫尔辛基             | 挪威               | 1–1                | 3–1                | 2009年女子欧锦赛       |
| 7.                 | 2010年2月17日      | 德国杜伊斯堡             |                    | 2–0                | 3–0                | 友谊赛                 |
| 8.                 | 2011年6月7日       | 德国亚琛                 | 荷蘭               | 2–0                | 5–0                | 友谊赛                 |
| 9.                 | 2011年6月16日      | 德国美因茨               | 挪威               | 1–0                | 3–0                | 友谊赛                 |
| 10.                | 2011年6月30日      | 德国法兰克福             | 奈及利亞           | 1–0                | 1–0                | 2011年女子世界杯       |
| 11.                | 2011年11月19日     | 德国威斯巴登             |                    | 7–0                | 17–0               | 2013年女子欧锦赛预选赛 |
| 12.                | 2011年11月19日     | 德国威斯巴登             | 10–0               |                    | 17–0               | 2013年女子欧锦赛预选赛 |
| 13.                | 2012年9月19日      | 德国杜伊斯堡             | 土耳其             | 3–0                | 10–0               | 2013年女子欧锦赛预选赛 |
| 14.                | 2013年6月29日      | 德国慕尼黑               | 日本               | 4–2                | 4–2                | 友谊赛                 |
| 15.                | 2013年7月21日      | 瑞典韦克舍               | 義大利             | 1–0                | 1–0                | 2013年女子欧锦赛       |
| 16.                | 2013年10月26日     | 斯洛文尼亚科佩尔         | 斯洛維尼亞         | 7–0                | 13–0               | 2015年女子世界杯预选赛 |
| 17.                | 2014年3月10日      | 葡萄牙阿尔布费拉         | 挪威               | 2–1                | 3–1                | 2014年阿尔加夫杯       |
| 18.                | 2014年4月5日       | 爱尔兰都柏林             | 愛爾蘭             | 1–1                | 3–2                | 2015年女子世界杯预选赛 |
| 19.                | 2014年5月8日       | 德国奥斯纳布吕克         | 斯洛伐克           | 8–0                | 9–1                | 2015年女子世界杯预选赛 |
| 20.                | 2014年6月19日      | 加拿大温哥华             | 加拿大             | 2–1                | 2–1                | 友谊赛                 |
| 21.                | 2014年9月13日      | 俄罗斯莫斯科             | 俄羅斯             | 1–0                | 4–1                | 2015年女子世界杯预选赛 |
| 22.                | 2015年3月4日       | 葡萄牙圣安东尼奥雷阿尔城 | 瑞典               | 2–0                | 2–4                | 2015年阿尔加夫杯       |
| 23.                | 2015年4月8日       | 德国菲尔特               | 巴西               | 2–0                | 4–0                | 友谊赛                 |
| 24.                | 2015年5月27日      | 瑞士巴登                 | 瑞士               | 1–1                | 3–1                | 友谊赛                 |
| 25.                | 2015年6月7日       | 加拿大渥太华             |                    | 7–0                | 10–0               | 2015年女子世界杯       |
| 26.                | 2015年9月18日      | 德国哈勒                 | 匈牙利             | 8–0                | 12–0               | 2017年女子欧锦赛预选赛 |

来源：

## 成就

### 俱乐部
- 欧洲女子冠军联赛/冠军杯冠军：2009年、2015年
- 德国足协杯（德语：DFB-Pokal (Frauen)）冠军：2009年、2010年、2014年

### 国家队
- 女子世界杯冠军：2007年
- 夏季奥林匹克运动会足球比赛金牌：2016年
- 欧洲女子足球锦标赛冠军：2009年、2013年
- U-19女子世界杯冠军：2004年
- 阿尔加夫杯冠军：2014年

### 个人荣誉
- 银月桂叶勋章：2016年
- 北莱茵-威斯特法伦勋章（德语：Verdienstorden des Landes Nordrhein-Westfalen）：2011年[12]
- 北莱茵-威斯特法伦州年度女运动员：2007年[13]